# Hieracium argyreum
Hieracium argyreum es una especie de planta con flor del género Hieracium, de la familia Asteraceae, orden Asterales.

## Distribución
Hieracium argyreum se distribuye por España y Francia.

## Taxonomía
Fue descrita científicamente por Arv.-Touv. & Gaut. Fue publicada en Bull. Soc. Bot. France 41: 333 (1894).